# Церковь Святого Михаила (Клуж-Напока)
Римско-католическая церковь Святого Михаила (рум. Biserica Sfântul Mihail din Cluj-Napoca, венг. Kolozsvári Szent Mihály-templom, нем. Klausenburger Michaelskirche) — один из самых знаменитых памятников готической архитектуры в Трансильвании. Здание возведено на Центральной площади города Клуж-Напока и является одним из знаковых памятников. Церковь внесена в список исторических памятников округа Клуж, созданный Министерством культуры и национального наследия Румынии в 2010 году (код LMI CJ-II-m-A-07469).
Церковь Святого Михаила — одна из самых крупных религиозных построек в Румынии; её длина составляет 70 метров, а максимальная высота башни — 80 метров.

## История
19 августа 1316 Король Карл Роберт Анжуйский предоставил Клужу ряд привилегий и свобод, в том числе право города свободно выбирать своего священника и приходского священника. Это право распространялось и на возведение приходской церкви.
Церковь была возведена на участке земли, который служил кладбищем, там, где находилась часовня имени святого Иакова. Данных о возведении здания осталось очень мало. Главный сохранившийся документ — это документ, изданный папским двором в Авиньоне в январе 1349 года; прощались грехи тех, кто помогал материально в строительстве этого места. Строительство проходило в два этапа: первый начался в 1316 году и был завершен в 1390 году, за ним последовал второй этап между 1410 и 1487 годами. В 1390 г. был завершен алтарь.
Две башни были спроектированы для главного фасада, но только северо-западная была построена в 1511-1543 годах. В 1697 году башня была разрушена пожаром и перестроена в стиле барокко в 1744 году. Однако в 1763 году её пришлось снести после того, как землетрясение сильно повредило её и ей грозило обрушение. В 1837 году началось строительство нынешней часовой башни в неоготическом стиле на северном фасаде, которое было завершено в 1860 году. Башня является второй по высоте церковной башней в Румынии.
Во время протестантской Реформации здание, в свою очередь, служило различным религиозным общинам: таким образом, с 1545 по 1558 гг. это была лютеранская церковь, с 1558 по 1566 гг. она была кальвинистской. С 1566 года она стала унитарной церковью, оставаясь такой течение 150 лет до тех пор, пока она не была присоединена к римско-католической общине в результате Контрреформации. После возвращения к католикам церковь была восстановлена в стиле барокко художниками Йоханнесом Нахтигалем и Антоном Шухбауэром под руководством приходского священника Яноша Биро. В то же время была создана кафедра.
В течение некоторого времени в здании происходили различные важные события: здесь был крещен Матьяш Корвин, королева Изабелла передала знаки отличия посланникам императора Фердинанда I. Здесь были князья Трансильвании Габор Бетлен, Жигмонд Ракоци, Жигмонд Батори и Габриэль Батори.
С начала с XVIII века около церкви было построено несколько зданий, магазины, арендованные приходом, приносили дополнительный доход. При реконструкции Центральной площади в 1890 году эти постройки были снесены под давлением общественного мнения, чтобы не скрывать церковь между ними. В то же время барочный портал перед церковью был поставлен перед церковью Святого Петра в Клуже. Вместо этого приходу были отданы некоторые земли в центральной части города, на которых было возведено 2 здания «в зеркале» на нынешней улице Юлиу Маниу.

## Описание
Здание представляет собой готическую церковь зального типа с крестово-сводчатым хором на огивах и боковыми алтарями. Свод, витражи и скульптуры отличаются особым величием готических соборов. Над входными воротами находится герб, изображающий Святого Михаила, ниже — гербы Священной Римской империи, Венгерского королевства и Королевства Богемия. Их существование объясняется тем, что император Люксембурга Сигизмунд (1387-1437), при котором здание, похоже, было завершено, был римским императором и одновременно королем Венгрии и Богемии.
Особое художественное значение имеет часовня Шлейнига, расположенная в юго-западном углу здания (справа от главного входа), посвященная архангелу Михаилу. Огивальный потолок этой часовни был завершен около 1481 года. Внутри часовни сохранились самые важные фрески церкви. Часовня названа в честь Грегориуса Шлейнига, который был городским плебеем между в период с 1450 по 1481 гг.
Дверной косяк ризницы — каменная скульптура эпохи Возрождения, датируемая 1528 годом, в то время была заказана приходским священником церкви Иоганнесом Кляйном и изготовлена немецким мастером. Неоготический алтарь (работа мастера-плотника Лайоша Бака) был награждён на Всемирной выставке 1873 года в Вене. В центре алтаря высечена Дева Мария, рядом со святыми Стефаном и Ладиславом. Большинство фресок XIV—XV веков уже не выдерживали ни времени, ни вмешательства человека. Многие из них были повреждены в ходе различных религиозных реформ в соответствии с новыми идеями. Церковь была украшена многочисленными статуэтками и барельефами, которых сейчас очень осталось мало, большинство из них разрушено.
Во время реставрации церкви было найдено несколько фресок, выполненных в первой половине XV века. Последняя реставрация церкви проходила в 1957-1960 годах, тогда же были восстановлены некоторые картины XIV—XV веков.